# Delage Type D.6.70

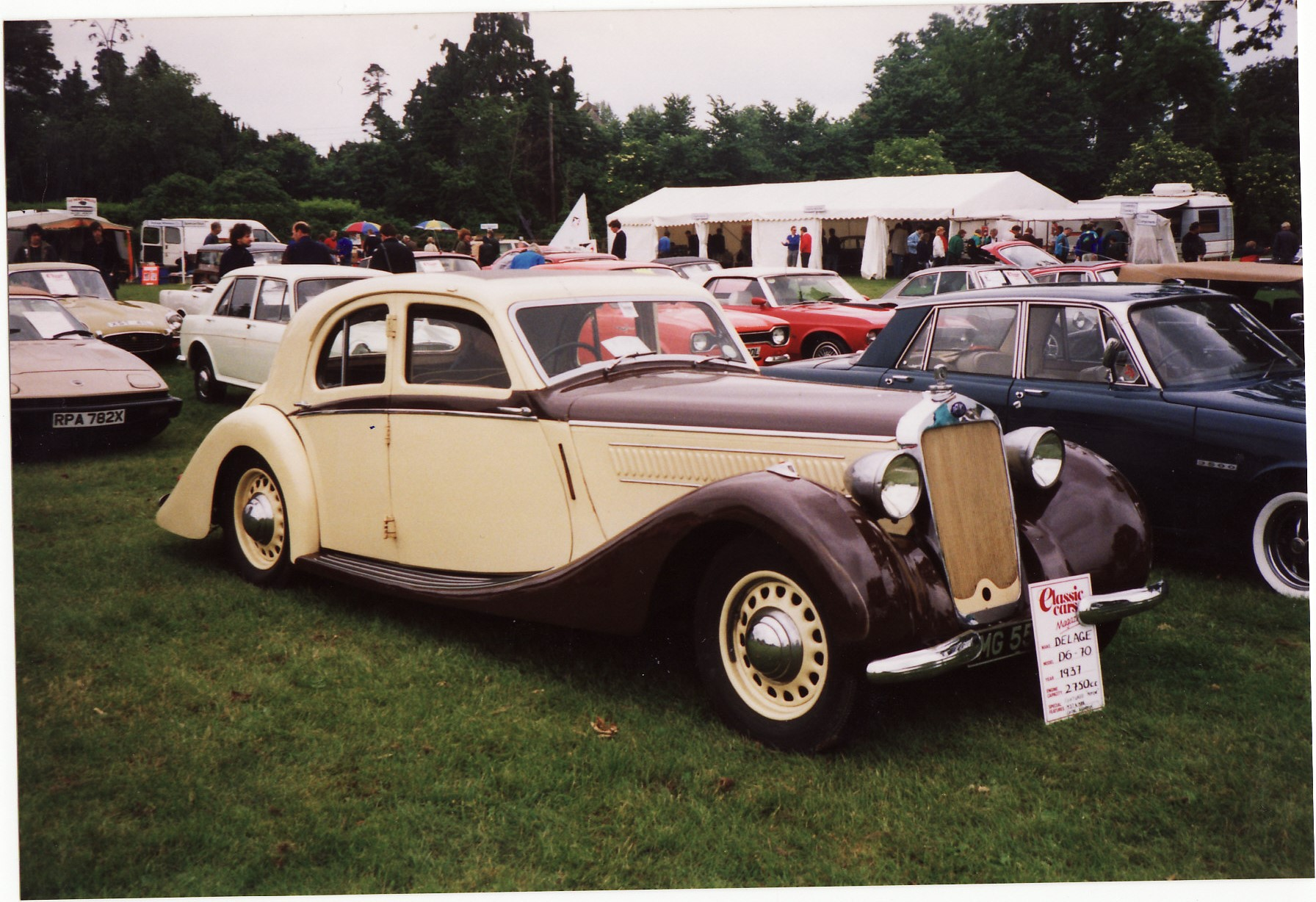
Delage Type D.6.70 als Limousine von Coachcraft (1937)

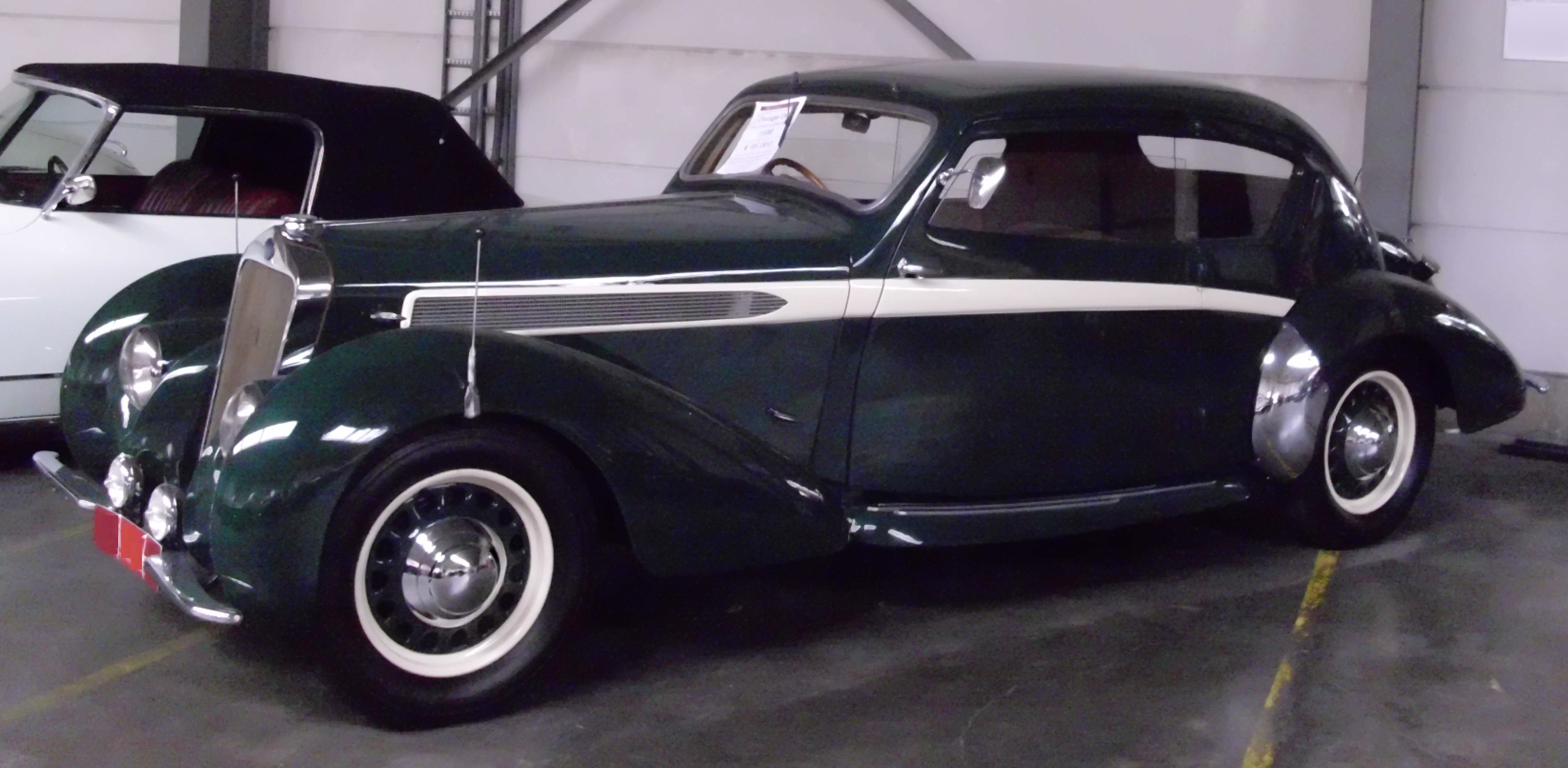
Delage Type D.6.70 als Coupé von Letourneur et Marchand

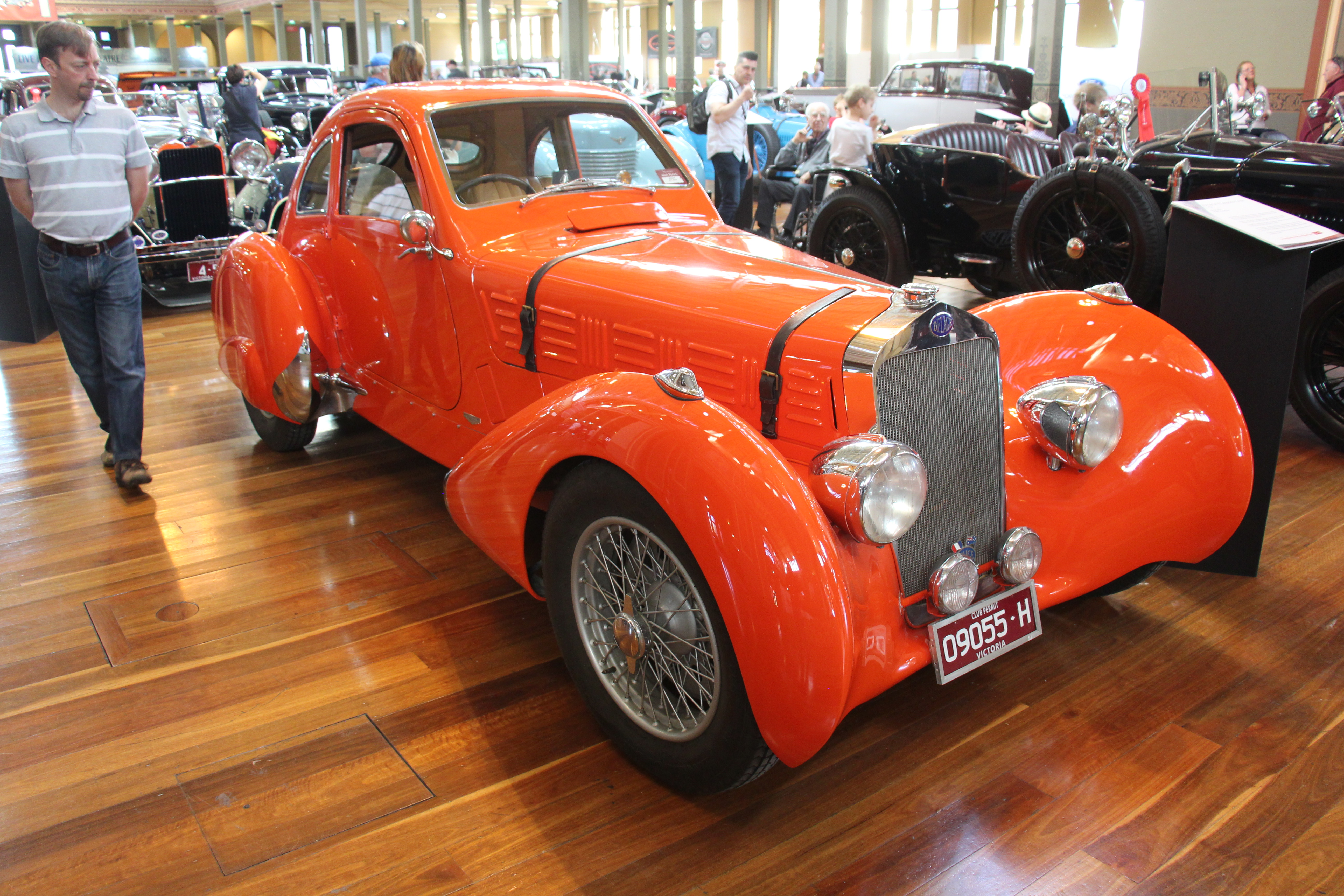
Delage Type D.6.70 als Coupé von Figoni & Falaschi

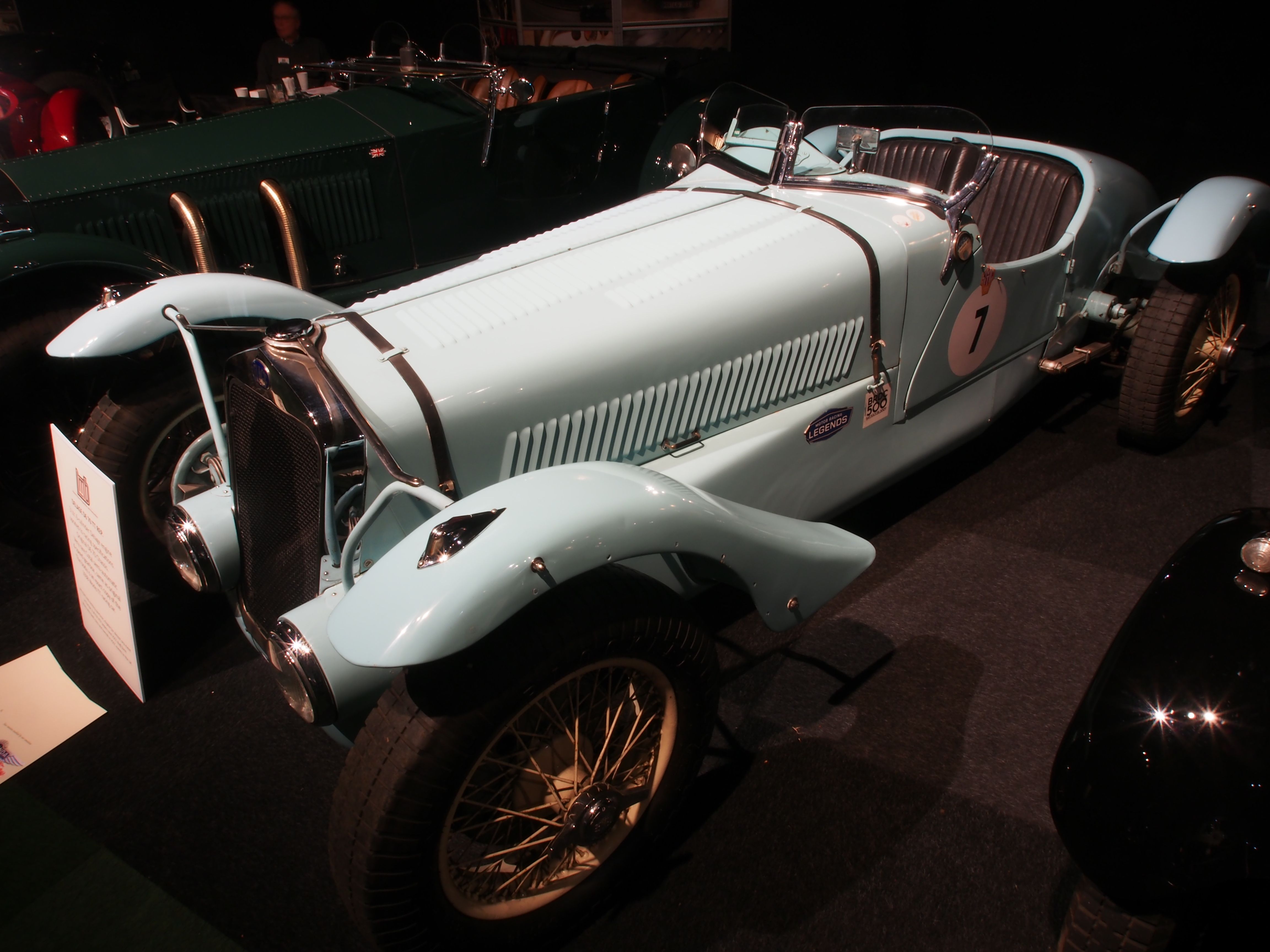
Delage Type D.6.70 als Rennwagen (Nachbau)

Der Delage Type D.6.70 war ein Pkw-Modell der französischen Marke Delage. Es gibt auch die Schreibweisen Delage Type D6.70 und Delage Type D6-70. Die 70 war die Motorleistung in PS für die Normalausführung. Für ähnlich benannte Modelle siehe Delage Type D.6.

## Beschreibung
Die nationale Zulassungsbehörde prüfte das Fahrzeug mit der Nummer 50.028 und erteilte am 12. November 1935 ihre Genehmigung. Die leistungsgesteigerte Version wurde am 23. Januar 1936 zugelassen, nachdem das Fahrzeug mit der Nummer 50.546 geprüft worden war. Delage bot das Modell von 1935 bis 1938 an. Vorgänger war der Delage Type D.6.80. Nachfolger wurde der Delage Type D.6.75.
Ein Sechszylindermotor trieb die Fahrzeuge an. Er hatte 80 mm Bohrung und 90,5 mm Hub. Das ergab 2729 cm³ Hubraum und 16 Cheval fiscal. Der Motor leistete 70 PS in der normalen Ausführung und 78 PS in der stärkeren Version.
Das Fahrgestell hatte 1460 mm Spurweite und wahlweise 3150 mm oder 3300 mm Radstand. Die Maße entsprachen dem schwächeren Delage Type D.6.60. Die Fahrzeuge waren 1720 mm breit. Sie wogen zwischen 1440 kg und 1580 kg.
Die Fahrzeuge hatten hydraulische Bremsen. Die ursprünglich geplante Ausführung mit kabelbetätigten Bremsen wurde am 7. Oktober 1935 von der Zulassungsbehörde nicht zugelassen.
Überliefert sind Aufbauten als zwei- und viertürige Limousine, Pullman-Limousine, Coupé, Cabriolet, Cabriolimousine, Roadster, Tourenwagen und Coupé de Ville. Laut einer Quelle gab es einen Roadster mit einer Karosserie vom Citroën Traction Avant. Die in Großbritannien verkauften D.6.70 hatten vielfach Karosserien des britischen Herstellers Coachcraft, die sich stilistisch an Entwürfen von Chapron orientierten.

## Renneinsätze

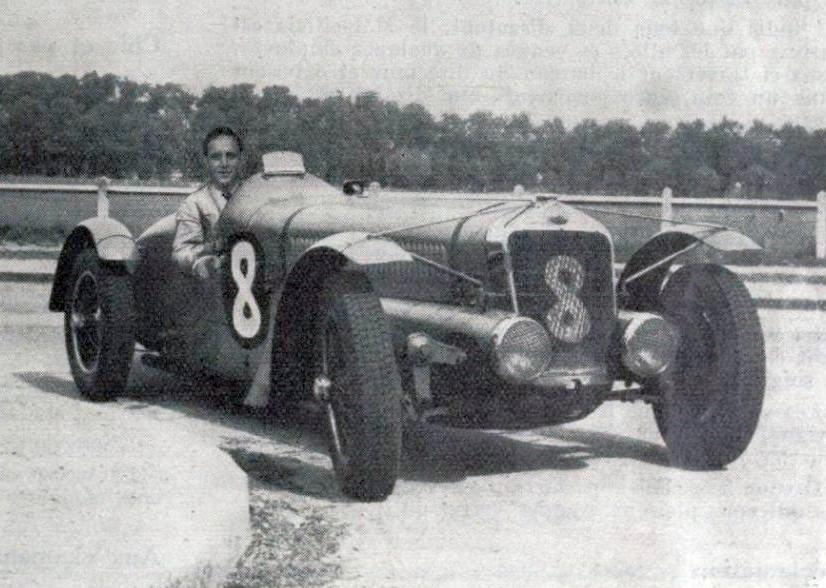
Louis Gérard bei der Tourist Trophy

Im Frühjahr 1936 wurde beschlossen, ein Fahrzeug für das 24-Stunden-Rennen von Le Mans 1936 aufzubauen. Es war ein Coupé. Der Motor war auf 3 Liter Hubraum vergrößert worden. Allerdings fiel das Rennen aus.
Louis Gérard kaufte den Rennwagen. Er setzte ihn zusammen mit seinem Cousin Jacques de Valence beim 24-Stunden-Rennen von Le Mans 1937 ein. Sie erreichten den vierten Platz in der Gesamtwertung und gewannen die Klasse bis 3 Liter Hubraum.
Ebenfalls 1937 wurden zwei Fahrzeuge bei der Rallye Monte Carlo eingesetzt.
Der geschlossene Rennwagen von Gérard wurde umgebaut zu einem offenen Zweisitzer, bei dem die vorderen Kotflügel mitlenkend ausgelegt waren. Dadurch wurde das Fahrzeug leichter. Gérard und Georges Monneret starteten damit bei der RAC Tourist Trophy 1938 und siegten.
| Datum         | Veranstaltung                           | Ort                          | Fahrzeug            | Team                                                  | Ergebnis                                                                     |
| ------------- | --------------------------------------- | ---------------------------- | ------------------- | ----------------------------------------------------- | ---------------------------------------------------------------------------- |
| 1937          | Rallye Monte Carlo                      | Stavanger–Monaco Umeå–Monaco | Type D.6.70         | Herr und Frau Richer-Delavau Imbert/Jean Franqueville | ? Platz 18                                                                   |
| 5. Mai 1937   | Rallye Marokko                          | Marokko                      | Type D.6.70 Spécial | Frau Richer-Delavau/Frau Lamberjack                   | Platz 1 in der Damenwertung                                                  |
| 19. Juni 1937 | 24-Stunden-Rennen von Le Mans 1937      | Le Mans                      | Type D.6.70 Spécial | Louis Gérard/Jacques de Valence                       | Platz 4 und Klassensieger                                                    |
| 31. Juli 1937 | Critérium Paris-Nice                    | Paris–Nizza                  | Type D.6.70 Spécial | Louis Gérard                                          | Platz 1 in der Klasse bis 3 Liter Hubraum                                    |
| 5. Aug. 1937  | Bergrennen von La Turbie                | La Turbie                    | Type D.6.70 Spécial | Louis Gérard                                          | Platz 2 in der Klasse bis 3 Liter Hubraum                                    |
| 6. Aug. 1937  | Coupe du Prince Rainier                 | Monaco                       | Type D.6.70 Spécial | Louis Gérard                                          | Platz 1 in der Klasse bis 3 Liter Hubraum Sport                              |
| 19. Sep. 1937 | Coupe d’Automne                         | Montlhéry                    | Type D.6.70 Spécial | Louis Gérard                                          | Platz 2 in der Klasse bis 3 Liter Hubraum                                    |
| 9. Apr. 1938  | British Empire Trophy                   | Donington Park               | Type D.6.70 Spécial | Louis Gérard                                          | Platz 4                                                                      |
| 23. Apr. 1938 | Cork Grand Prix                         | Cork                         | Type D.6.70 Spécial | Louis Gérard                                          | Platz 3                                                                      |
| 7. Mai 1938   | Junior Car Club International Race      | Brooklands                   | Type D.6.70 Spécial | Louis Gérard                                          | Platz 5                                                                      |
| 22. Mai 1938  | Grand Prix d’Anvers                     | Antwerpen                    | Type D.6.70 Spécial | Louis Gérard                                          | Platz 2                                                                      |
| 18. Juni 1938 | 24-Stunden-Rennen von Le Mans 1938      | Le Mans                      | Type D.6.70 Spécial | Louis Gérard/Jacques de Valence                       | Ziel nicht erreicht                                                          |
| 9. Juli 1938  | 24-Stunden-Rennen von Spa-Francorchamps | Spa-Francorchamps            | Type D.6.70 Spécial | Louis Gérard/Georges Monneret                         | Platz 2                                                                      |
| 3. Sep. 1938  | RAC Tourist Trophy                      | Donington Park               | Type D.6.70 Spécial | Louis Gérard                                          | Platz 1                                                                      |
| 24. Sep. 1938 | Dunlop Jubilee                          | Brooklands                   | Type D.6.70 Spécial | Louis Gérard                                          | Platz 8                                                                      |
| 25. Sep. 1938 | Bergrennen von Lapize                   | Montlhéry                    | Type D.6.70 Spécial | Louis Gérard Bourinet                                 | Platz 1 in der Klasse Sport Platz 2 in der Klasse bis 3 Liter Hubraum Racing |
| 28. Juli 1946 | Circuit de Nantes                       | Nantes                       | Type D.6.70 Spécial | Pat Garland                                           | Ziel nicht erreicht                                                          |
| 25. Aug. 1946 | Circuit des Trois Villes du Nord        | Lille                        | Type D.6.70 Spécial | Pat Garland                                           | Platz 8                                                                      |
| 6. Okt. 1946  | Coupe du Salon                          | Bois de Boulogne             | Type D.6.70 Spécial | Pat Garland                                           | Ziel nicht erreicht                                                          |
| 16. Mai 1948  | Grand Prix des Frontières               | Chimay                       | Type D.6.70 Spécial | Pat Garland                                           | Platz 4                                                                      |
| 30. Mai 1948  | Grand Prix de Paris                     | Montlhéry                    | Type D.6.70 Spécial | Pat Garland                                           | Platz 6                                                                      |
| 1. Aug. 1948  | Grand Prix du Comminges                 | St. Gaudens                  | Type D.6.70 Spécial | Pat Garland                                           | Ziel nicht erreicht                                                          |
| 12. Sep. 1948 | 12-Stunden-Rennen von Paris             | Montlhéry                    | Type D.6.70 Spécial | Pat Garland/Gordon                                    | Platz 13                                                                     |
| 10. Okt. 1948 | Coupe Robert Mazaud                     | Montlhéry                    | Type D.6.70 Spécial | Pat Garland                                           | Platz 3                                                                      |

Quelle, sofern nicht gesondert angegeben:

## Stückzahlen und überlebende Fahrzeuge
Peter Jacobs vom Delage Register of Great Britain erstellte im Oktober 2006 eine Übersicht über Produktionszahlen und die Anzahl von Fahrzeugen, die noch existieren. Seine Angaben zu den Bauzeiten weichen in einigen Fällen von den Angaben der Buchautoren ab. Stückzahlen zu den Modellen nach der Übernahme durch Automobiles Delahaye sind unbekannt. Für dieses Modell bestätigt er die Bauzeit von 1935 bis 1938. 84 Fahrzeuge existieren noch.

## Auktionen
Ein sogenanntes Milord Cabriolet von Figoni & Falaschi von 1936 wurde im Januar 2014 für 544.500 US-Dollar versteigert.
Im Februar 2014 erzielte ein 1937er Coach von Letourneur et Marchand 75.096 Euro.
Eine gewöhnliche Limousine von Autobineau brachte im Juni 2018 auf einer Auktion im Dorotheum 19.550 Euro.
Im März 2019 konnte Bonhams ein Cabriolet von Figoni & Falaschi mit einem Schätzpreis von 450.000 bis 540.000 Euro nicht versteigern.
Ein Coupé de Ville von 1938, das lange im Aalholm Museum stand, wurde im April 2019 bei einem Schätzpreis von 32.000 bis 40.000 Euro nicht versteigert, aber im September 2019 für 29.042 Euro.
Ein 1937er Cabriolet von Letourneur et Marchand erzielte im August 2019 einen Auktionspreis von 368.000 Dollar.